# Translatio imperii
Translatio imperii, latin for ”overførsel af verdensherredømme”, er et begreb som opstod i middelalderen i Europa for at beskrive dén lineære udvikling de mente havde fundet sted ved at verdensherredømmet var flyttet fra højkulturer under antikken til det nordlige Europa i deres egen tid. Begrebet er nært forbundet med translatio studii, ”overførsel af lærdom”.
Begrebet anvendes især i middelalderen, dog med forskellige opfattelser af hvor herredømmet var opstået og hvilket land som havde herredømmet. De forskellige synsmåder kan bero på at de levede i forskellige tider. Skematisk kan man opstille nogle hovedteorier:
- Otto af Freising (tysk): Rom → Byzans → frankerne → langobarderne → germanerne (Tysk-romerske rige)
- Chrétien de Troyes (franskmand): Grækenland → Rom → Frankrig
- Richard de Bury (englænder): Athen → Rom → Paris → Storbritannien

Idéen om translatio imperii anses i dag at være en forladt, typisk middelalderlig forestilling. Jacques Le Goff har i La civilisation de l'Occident médieval (1964) vist at årsagsammenhængen, når begrebet anvendes, var stærkt afhængig af religiøse overvejelser, samt at ingen tog i betragtning at flere lande kunne have herredømmet samtidig.
Det nordlige Europas syn på translatio imperii oprørte i 1300-tallet Petrarca, som i et brev til paven forklarede at Rom stadig var kulturens og desuden kristendommens centrum.